# The Belairs
The Belairs war eine US-amerikanische Surf-Band, die sich 1960 in der Besetzung Eddie Bertrand (E-Gitarre), Paul Johnson (E-Gitarre), Richard Delvy (Schlagzeug), Chas Stewart (Saxophon) und Jim Roberts (Klavier) in South Bay, Kalifornien formierte. Mit ihrem Instrumentalstück Mr. Moto erreichte die Band im Jahr 1961 die Top 20 der Billboard-Charts in den USA. Mr. Moto gilt als erste Single der 1960er-Jahre Surf-Ära. Im Jahr 1963 ging die Band auseinander und gab in den 1980er- und 1990er-Jahren wiederholt Revival-Konzerte.

## Biografie
Eddie Bertrand und Paul Johnson gingen noch zur Highschool, als sie im Jahr 1959 damit begannen, gemeinsam instrumentale Rock-’n’-Roll-Titel von Duane Eddy, Johnny and the Hurricanes und von The Fireballs nachzuspielen und später eigene Stücke zu schreiben. Anfänglich traten sie als Duo in verschiedenen lokalen Musikclubs auf; wenig später schlossen sich ihnen Richard Delvy, Chas Stewart und Jim Roberts an. Im Jahr 1961 traten sie zum ersten Mal unter dem Namen The Belairs auf: die Band organisierte in Südkalifornien regionale (Schul-)Tanzveranstaltungen (Highschool Dances), die mit bis zu vierstelligen Besucherzahlen zum Erfolg wurden.
Im Sommer 1961 buchte die Band das Tonstudio Liberty Recording Studios in Hollywood für eine Stunde und nahm die fünf Titel Mr. Moto, Vampire, Little Brown Jug, Three Blind Mice Make It To Santa’s Village und Kamikaze auf. Nachdem die Belairs mit verschiedenen Plattenlabels verhandelt hatten, wurde ihre erste Schallplatte bei Arvee Records veröffentlicht: Label-Inhaber Sonny Bono mischte die Studioaufnahmen der Band neu ab und brachte die Single Mr. Moto/Little Brown Jug heraus. Die Single wurde regelmäßig von regionalen Radiosendern gespielt, und nach einigen Anlaufschwierigkeiten erreichte Mr. Moto Anfang 1962 die Top 20. Die Belairs wurden bis 1962 zu einer der populärsten Bands Kaliforniens. Sie traten in Fernsehshows auf und hatten mit The Belair Club einen eigenen Musikclub.
Richard Delvy verließ die Band 1962, nachdem er vergeblich mehr Geld für seine Arbeit als Manager gefordert hatte. Er gründete die Band The Challengers. Wenig später verließen auch Eddie Bertrand und der neue Schlagzeuger Dick Dodd die Band, weil sie sich mit Paul Johnson nicht über den Gitarrensound einigen konnten. Bertrand gründete mit Dodd die Band Eddie & The Showmen, eine sehr erfolgreiche Live-Band des instrumentalen Surf-Genres. Ende 1963 verließ auch Paul Johnson die Band und gründete die Gruppe PJ & The Galaxies. The Belairs löste sich damit auf. In den 1980er- und 1990er-Jahren kam die Band für gelegentliche Bühnenauftritte wieder in der Originalbesetzung zusammen, stellte danach jedoch ihre musikalische Aktivität ein.

## Diskografie

### Singles der Belairs
- 1961 Mr. Moto/Little Brown Jug
- 1962 Volcanic Action/Runaway
- 1963 Vampire/Kamikaze
- 1963 Baggies/Charlie Chan
- 1963 Rocking Pants/Giggling Girl

### Erscheinungen auf Kompilationen
- 1976 Rock ’n’ Roll Instrumentals – Vol 02
- 1982 The History of Surf Music
- 1989 Surfin Hits
- 1993 Surfer’s Mood II
- 1996 Cowabunga! Surf-Box
- 1997 Kahuna Classics
- 1998 Hard Rock Records – Surf
- 1998 Surf Sand Sun
- 1998 More Surf Legends (and Rumors)
- 2002 Totally Tubular
- 2004 Curl Rider
- 2005 Lost Legends Of Surf Guitar – Vol. 04
- 2005 Quite A Party

## Mitglieder der Belairs
The Belairs wurden 1960 gegründet.

### Gründungsmitglieder
- Eddie Bertrand – E-Gitarre
- Paul Johnson – E-Gitarre
- Jim Roberts – Klavier
- Chas Stewart – Saxophon
- Richard Delvy – Schlagzeug

### Weitere Mitglieder
- Dick Dodd – Schlagzeug
- Art Fisher – E-Gitarre
- George Dumas – Schlagzeug
- Steve Lotto – E-Bass
- Dennis Lindsey – E-Gitarre
- Terry Hand – Schlagzeug